# ゲイ人大尉と兵隊ヤクシャ
『ゲイ人大尉と兵隊ヤクシャ』（ゲイじんたいいとへいたいヤクシャ、原題：Privates on Parade）は、1983年公開のイギリスの映画。ジョン・クリーズ主演。日本では劇場未公開。

## キャスト
- ジャイルズ：ジョン・クリーズ
- テリ：デニス・クイリー
- シルヴィア：ニコラ・パジェット
- マイケル・エルフィック
- ブルース・ペイン
- ジョー・メリア
- デヴィッド・バンバー
- ジュリアン・サンズ